# Fraat V.
Fraat V. Partski (perzijsko فرهاد پنجم‎), poznan tudi kot Fraatek – Mali Fraat  (antično grško Φραατάκης, Fraatákes), veliki kralj Partskega cesarstva, ki je skupaj s svojo materjo Muzo Partsko vladal od leta 2 pr. n. št. do 4 n. št, * ni znano,  † ni znano. 
Bil je mlajši sin Fraata IV. Partskega (vladal 37 pr. n. št.–2 pr. n. št.) in Muze Partske, ki jo je Fraat IV. dobil kot darilo od rimskega cesarja  Oktavijana. Muza je postala najljubša kraljeva priležnica, s katero se je potem poročil in njenega sina razglasil za svojega naslednika. Mati in sin sta Fraata IV. ubila in se po prevzemu oblasti poročila. Njuna poroka je med podložniki in aristokracijo izzvala ogorčenje in upor, v katerem so ju vrgli s prestola. Njuna kasnejša usoda ni znana. Po njuni odstavitvi je partski prestol zasedel Orod III.
Med  vladanjem Fraata V. je grozil izbruh vojne z Rimskim cesarstvom za nadoblast v Armeniji in Mediji. Ko je Oktavijan (vladal 27 pr. n. št.–14 n. št.) poslal na vzhod svojega posinovljenca Gaja Cezarja, da bi napadel Perzijo, so se Parti odločili za mir in leta 1 z Rimom sklenili mirovno pogodbo, s katero so priznali armensko podložnost rimskemu cesarstvu.  

## Vir
- M.A.R. Colledge, The Parthians, Thames and Hudson, London, 1967,  str. 46-47.

| Fraat V. Arsakidska dinastijaRojen: ni znano Umrl: ni znano |                                                         |                      |
| Vladarski nazivi                                            |                                                         |                      |
| Predhodnik: Fraat IV.                                       | Veliki kralj (šah) Partskega cesarstva 2 pr. n. št. – 4 | Naslednik: Orod III. |